# Oboustranné textilie

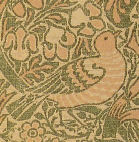
Dvojitá žakárová tkanina z roku 1879

Oboustranné textilie, všeobecně označované anglickým názvem double face jsou výrobky s odlišným vzorováním nebo materiálem na líci a rubu výrobku. 

## Z historického vývoje

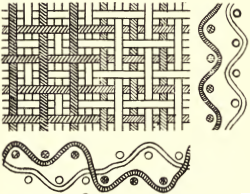
Struktura dublu ze dvou osnov spojených dvěma vazebnímí útky

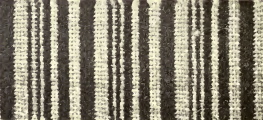
Vzorek dvoubarevného bavlněného dublu ze dvou osnov spojených dvěma vazebními útky (asi z roku 1910)

Podle některých odborníků je double face jeden z druhů dvojitých tkanin (v češtině známých pod názvem dubl). Jednoduché výrobky zhotovené vazební technikou se dvěma útky a jednou osnovní nití (nebo také ze dvou osnov a jednoho útku) byly známé v Peru už kolem roku 700 n. l.

## Tkaný double face
U tkanin se dá double face tvořit
- zvláštní vazební technikou jak na jednoduchých strojích se 2 brdovými listy[5][6] tak i se žakárovým ústrojím.[7] Např.:
  - plyš: 2 tkaniny spojené smyčkovou osnovou, smyčky do 3 mm = samet, nad 3 mm = plyš
  - dvojitý atlas se nazývá také satén doubleface
  - moket: 5 systémů nití = např. balněný moket 2 osnovy (30 tex x 2, 12 nití/cm) 2 útky (71 tex x 2, 6 nití/cm) a vazební osnova (42 tex x 2, 18 nití/cm)

Malé vzoory se tkají na listovkách útkové niti střídavě = jedna tenká, jedna tlustá
Žakárový moket see 2 smyčkovými osnovami v různých barvách nebo materiálech, útek až ve 4 barvách, prohoz je řízen děrnou kartou
- nanášením rozdílné barvy na líc a rub tkaniny s pomocí flačování. Používá se zejména u džínových tkanin.
- spojováním dvou rozdílných tkanin bondingem.[1]
- vzájemným opakovaným protkáváním („cloth interchange“) dvou rozdílných tkanin[9]
- nepravý double face: 2 tkaniny zalemované tkanými nebo koženými pásky[8]

## Pletený double face
Zátažné pleteniny se vyrábí
- s oboulícní chytovou vazbou ze dvou vrstev nebo
- s jednolícní krytou vazbou jako jedna vrstva

Double face pleteniny se používají na (sportovní nebo pracovní) funkční textilie a na speciální spodní prádlo
Na internetu se nabízejí také základní kurzy techniky ručního pletení oboustranných pletenin.

## Galerie

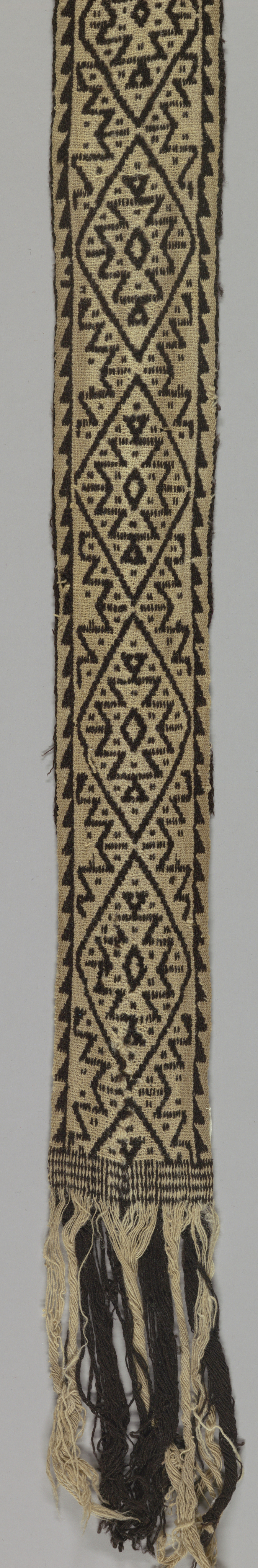
Dvojitý tkaný popruh (pravděpodobně 19. století v Mexiku)
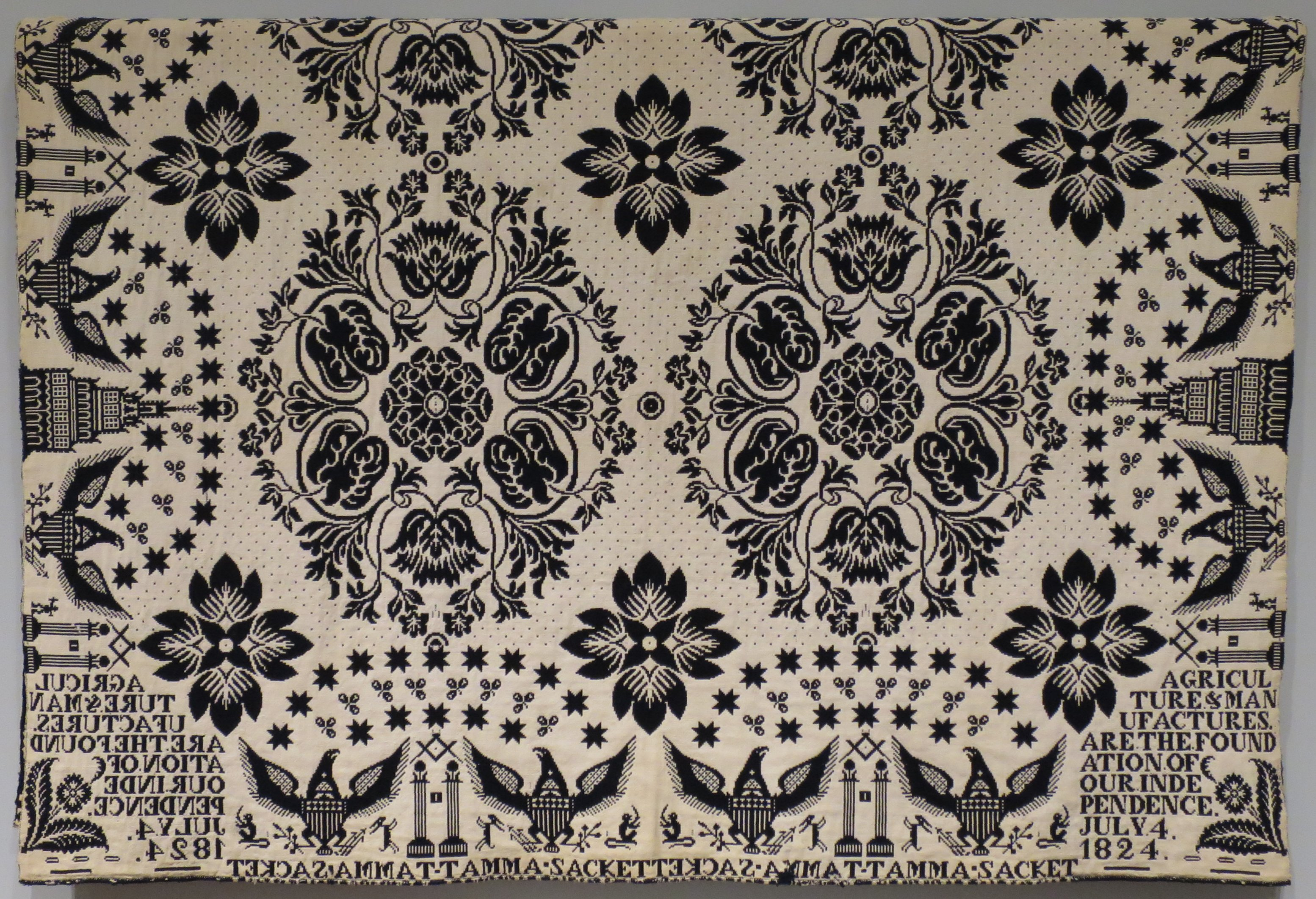
Dvojitá žakárová tkanina z bavlněné příze (USA 1824)
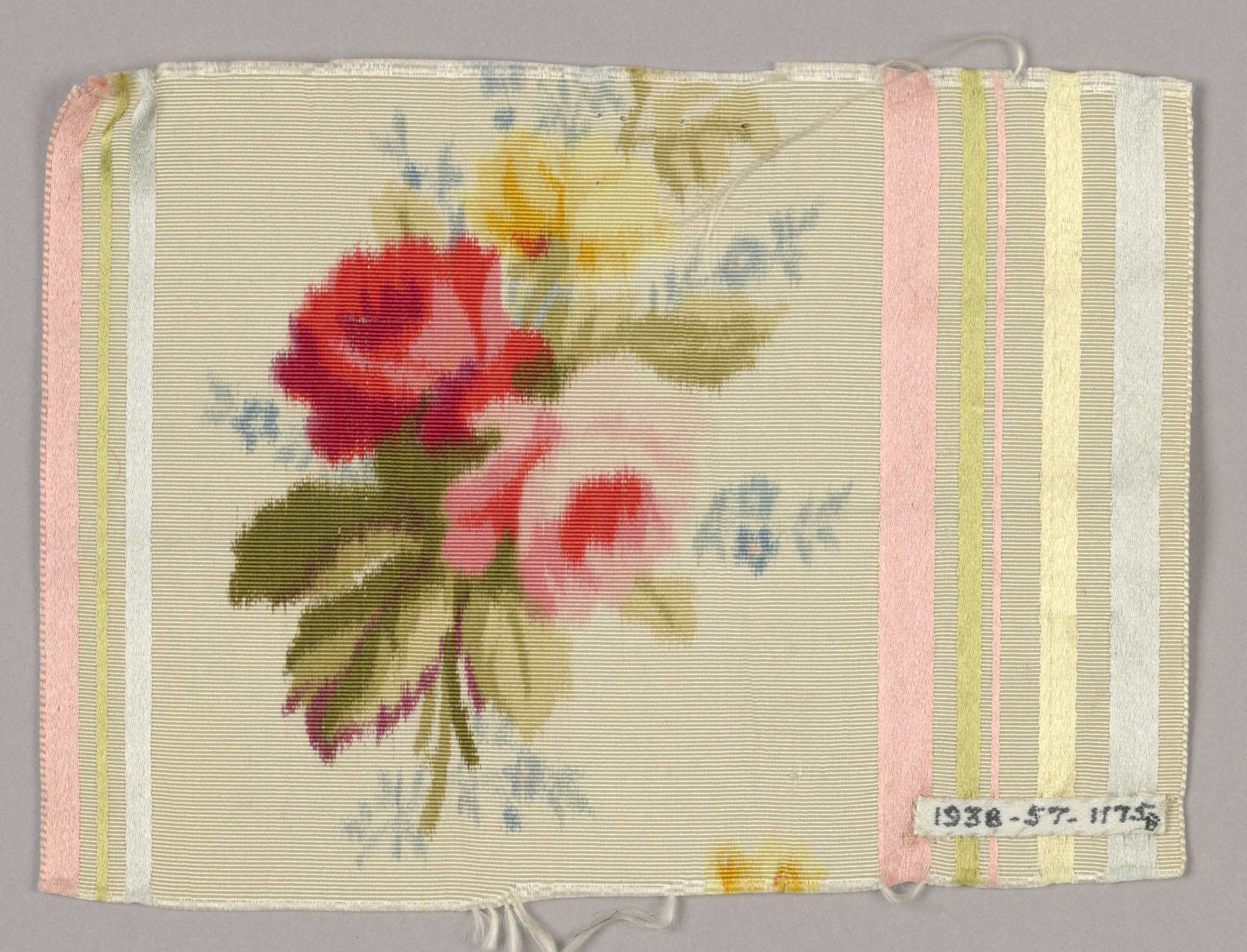
Oboustranný pás s hedvábným vzorem na bavlněném plátně (Francie, pozdní 19. století)
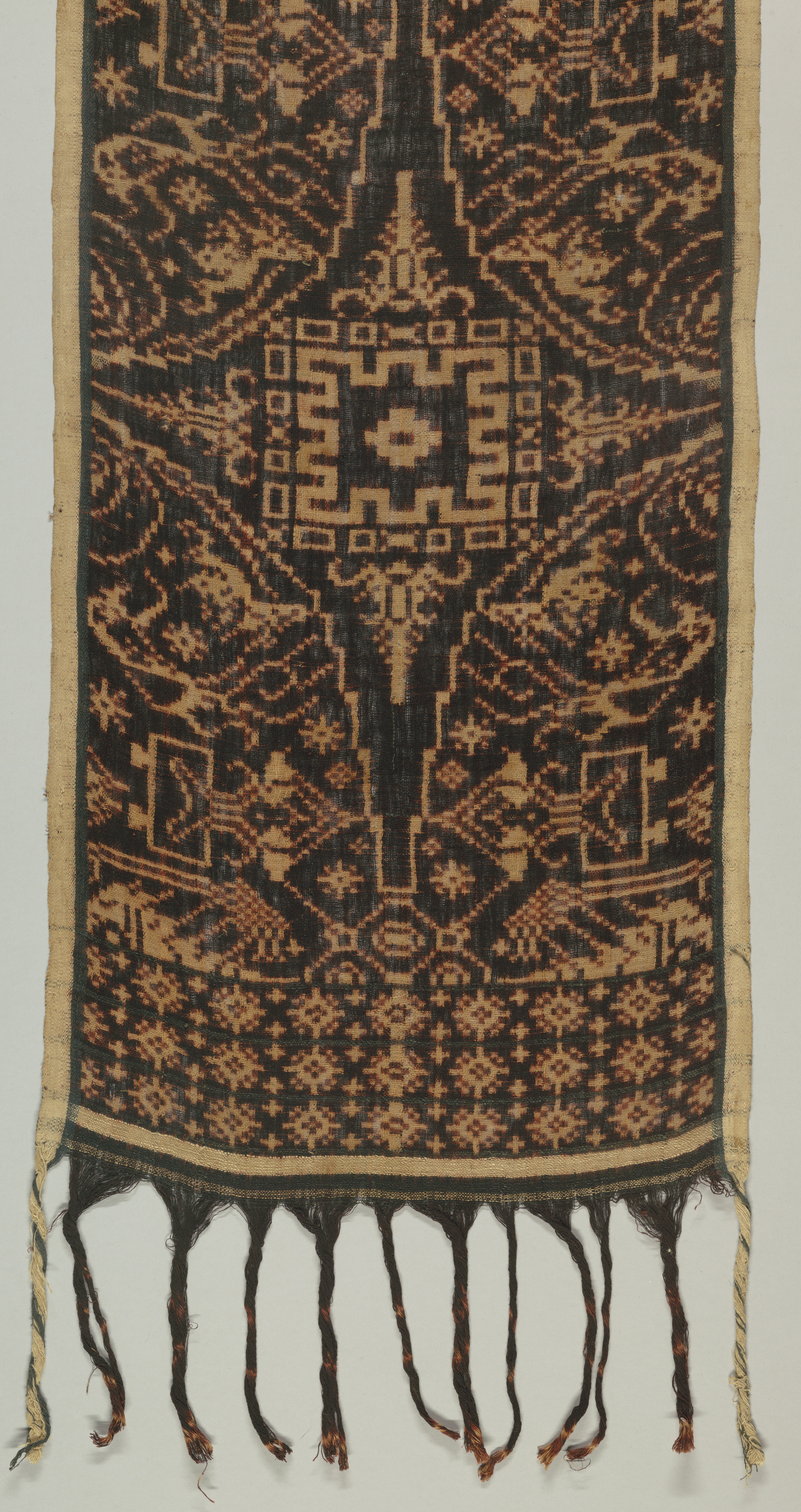
Dvojitý ikat z bavlny (Indonesie 19. století)
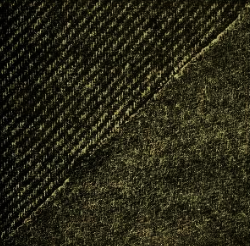
Sukno z vlny a shoddy (75/25%) s jednobarevným rubem, 380 g/m² (asi 1914)
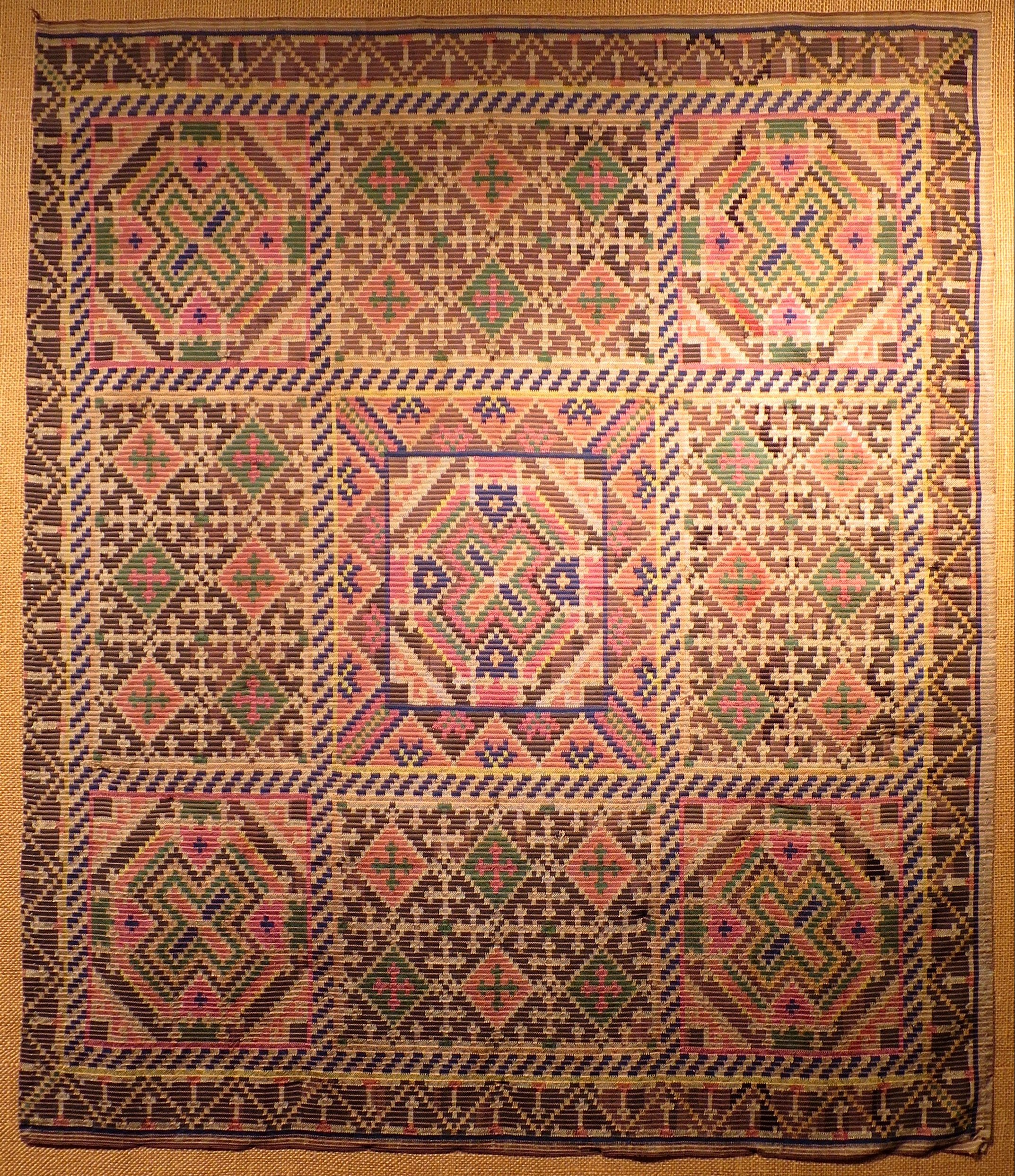
Dvojitý ikat z abakových vláken  (Filipíny ve 20. století)
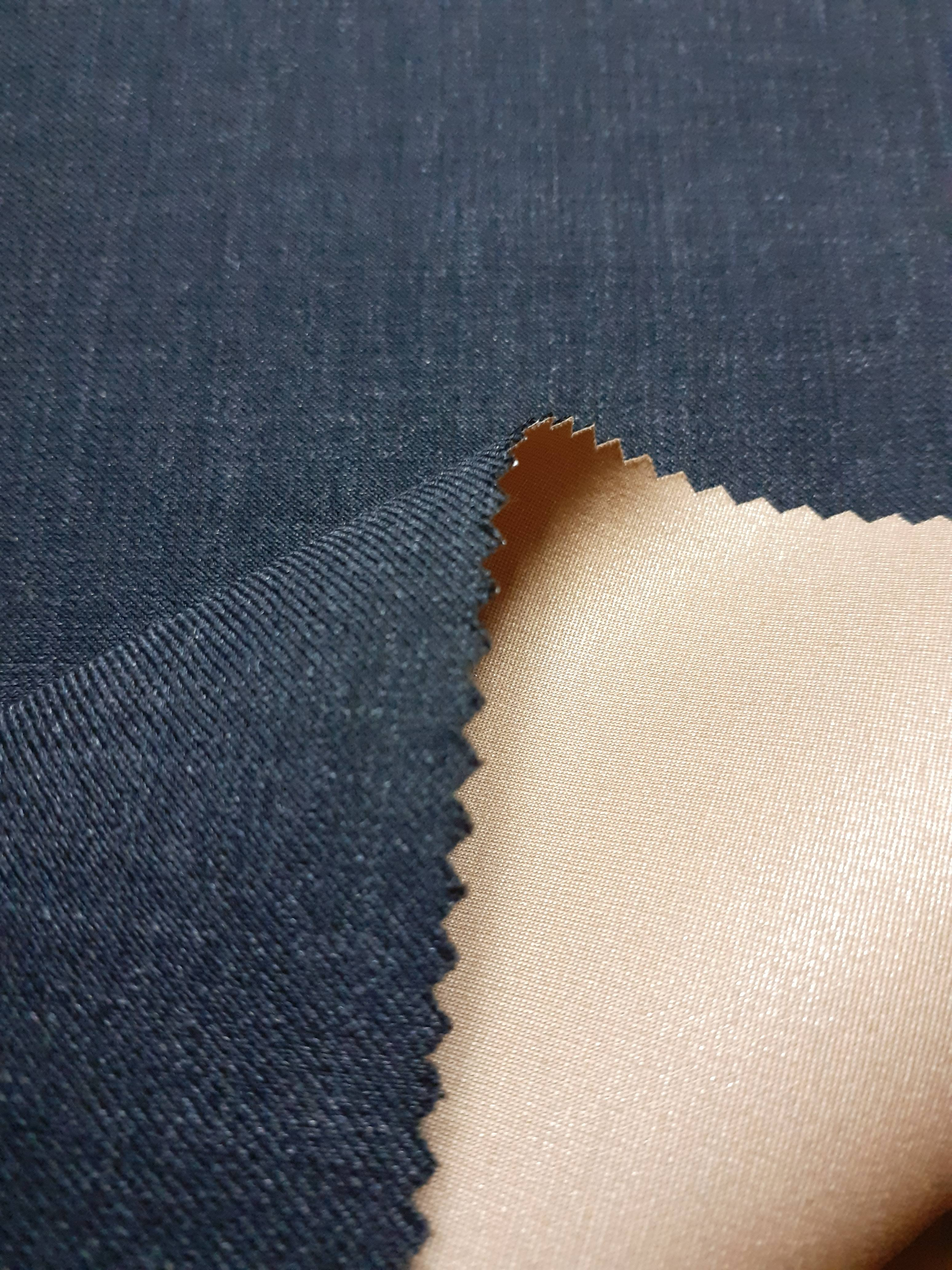
Italský dubl z roku 2023